# Trophallaxis
Trophallaxis (selten auch Trophalaxis geschrieben) ist die zoologische Bezeichnung für die Weitergabe von flüssiger Nahrung vom Mund oder After eines Tier zum anderen. Sie ist bei sozialen Insekten und vielen brutpflegenden Wirbeltieren entwickelt.

## Soziale Insekten

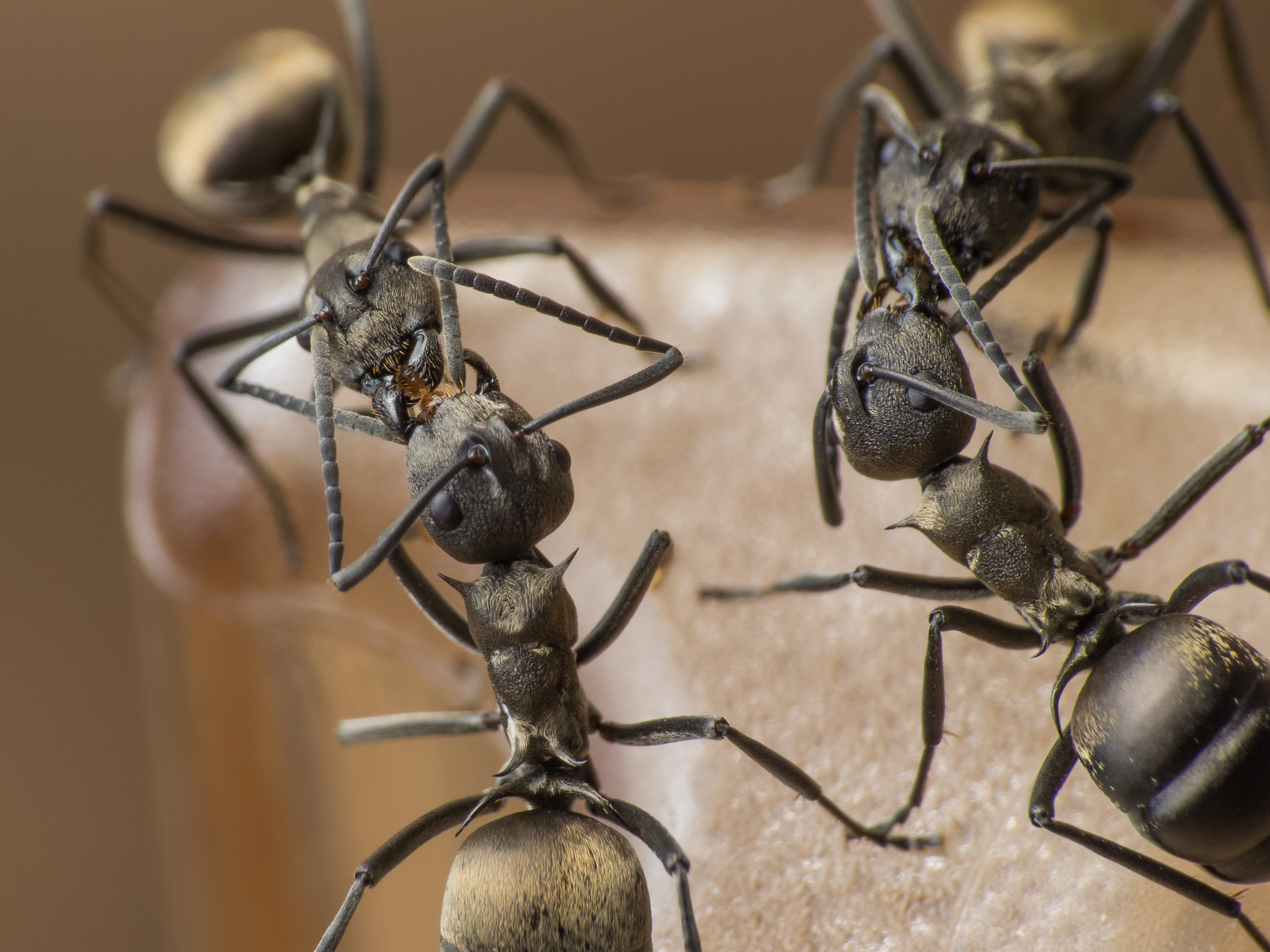
Vier Arbeiterinnen der Art Polyrhachis dives bei der Trophallaxis

Bei sozialen Insekten wie Ameisen speichern Mitglieder einer Kolonie Nahrung in ihrem Kropf, um sie mit anderen Koloniemitgliedern und Larven auszutauschen. So entsteht eine Art „gemeinsamer Magen“ (auch sozialer Magen) des Volks.
Bei den Honigbienen geben heimkehrende Sammlerinnen den in ihrem Magen zum Transport gespeicherten Nektar oder Honigtau von Rüssel zu Rüssel an andere, meist jüngere Bienen oder Drohnen im Stock weiter. Diese verwenden davon einen Teil zur Aufzucht der Brut, zu ihrer eigenen Ernährung und, wenn Überschüsse entstehen, auch zur Weiterverarbeitung in Honigvorräte.
Der Magen der Honigbienen wird auch „Honigblase“ genannt, da durch körpereigene Enzyme, die Invertasen, bereits ein Teil der Umwandlung von Nektar in Honig stattfindet.
Nur einen kleinen Teil der Nahrung behalten die Tiere für sich. Diese wird nach dem Öffnen eines Ventils, des sogenannten Proventrikulus, in den Mitteldarm gepumpt.
Bei Bienen, Wespen und Ameisen ist der zweigeteilte Proventrikulus samt Magenmund (Valvula cardiaca)  mit einem Schließmuskel ausgestattet, der den Nahrungsfluss zum Mitteldarm regelt.
Bei den Ameisen ist der Proventrikulus sehr kompliziert gebaut und charakteristisch für Unterfamilien.

## Myrmekophile Tiere
Einige Ameisengäste (Myrmekophile) wie Bläulingsraupen (Lycaenidae) und einige Parasiten der Ameisen wie Larven von Schwebfliegen (Syrphidae) werden von den Wirtsameisen ebenfalls trophallaktisch ernährt.

## Brutpflegende Wirbeltiere
Trophallaxis kommt während der Brutpflege bei manchen Wirbeltieren vor wie Vögeln (z. B. Störche, Rabenvögel, Pinguine) und Säugetieren (besonders bei Raubtieren wie dem Hund). Ausgeprägt ist die Trophallaxis beispielsweise beim Kaiserpinguin, dessen Brutnahrung nach dem Schlüpfen aus einer milchigen Absonderung des Magens der Väter besteht, später aus vorverdautem Fisch der Mütter, dann wieder der Väter. Die gesamte Phase der Trophallaxis dauert beim Kaiserpinguin ab Mitte Juli bis zum Januar.